# Alter Hauptbahnhof (Heilbronn)

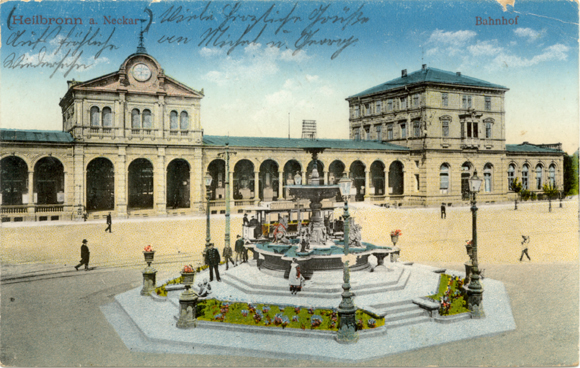
Hauptbahnhofsgebäude, Ansicht von Süden mit Brunnen um 1900.

Der Alte Hauptbahnhof war das von Conrad Schurr (1827–1875) und Otto Bonhöffer 1873 errichtete Empfangsgebäude des Heilbronner Hauptbahnhofs und zählte vor dem Ersten Weltkrieg neben dem Alten Postamt, dem Hotel Royal,  Central-Hotel und dem Hotel Vaterland, zu den repräsentativen Gebäuden des Heilbronner Bahnhofsvorplatzes. Nach der Zerstörung des Gebäudes beim Luftangriff auf Heilbronn im Zweiten Weltkrieg und dem Abbruch der Ruine 1956 wurde an seiner Stelle ein von Hellmut Kasel entworfenes neues Empfangsgebäude errichtet.

## Beschreibung
Das im Stil der Neorenaissance errichtete Gebäude erinnerte stark an italienische Renaissancebauten. Das Gebäude war in zwei hohe Kopfbauten mit seitlichen Anbauten, einen niedrigen zweigeschossigen Bau in der Mitte des Gebäudes und zwei Bogengänge gegliedert.

### Mittelbau

#### Erdgeschoss
Der zweigeschossige Mittelbau war als Risalit gestaltet, der auf vier buckelgequaderten Pfeilern ruhte. Diese Pfeiler bestanden abwechselnd aus Halbsäulen und Eckpilastern, die auf hohen Postamenten ruhten. Vor- und zurücktretende Buckelquader befanden sich auf der Oberfläche der Halbsäulen und Eckpilastern und waren nach Art einer Bossierung gemacht. Die Bossierung der auf der Pfeileroberfläche befindlichen Quaderschichten war manieristisch und folgte konkret dem Vorbild des Palazzo Pitti in Florenz. Zwischen den Halbsäulen und Eckpilastern gelangte man durch drei Rundbögen in das Innere. Die Rundbögen hatten kassettierte Laibungen und Schlusssteine, die wie Konsolen geformt waren. Sie trugen im mittleren Rundbogen das Wappen Württembergs, ein K für König Karl I. im linken Rundbogen und ein O für dessen Frau Olga Nikolajewna Romanowa (ru:Ольга Николаевна) im rechten Rundbogen. Der Fries des Gebälks oberhalb des mittleren Rundbogens trug die Inschrift „Bahnhof“. Im Erdgeschoss des Mittelbaus befand sich die Empfangs- und Schalterhalle.

#### Obergeschoss
An der Fassade des Mittelbaus befanden sich gekuppelte Rundbogenfenster. Den oberen Abschluss bildete ein gesprengter Giebel, dessen Lücke ein eingesetzter Rundbogen einnahm, der auf Konsolen ruhte. Im Rundbogen war die Bahnhofsuhr angebracht. Vorbild für das Rundbogen-Motiv war der Syrische Giebel des Hadrianstempels in Ephesos mit einem aus dem Gebälk herausgebogenen Archivolte unter dem Dreiecksgiebel, wobei der Bogengiebel auch manieristisch war. Beim Luftangriff auf Heilbronn im Zweiten Weltkrieg brannte zwar der Mittelbau aus, war aber in seinen Umfassungsmauern erhalten geblieben. Verloren ging lediglich der Rundbogen mit Uhr im Giebel. Der Mittelbau war der letzte Rest der Bahnhofsruine, die erhalten geblieben war und von September 1956 bis Januar 1957 abgebrochen wurde.

### Kopfbauten
Die beiden Kopfbauten, hohe Seitenrisalite am Ende des Gebäudes, hatten einen Mittelerker, flankiert von Fenstern mit aufgesetzten Segmentgiebeln und ein Walmdach. Vorbild für die Kopfbauten war der Palazzo Strozzi in Florenz, ein italienischer Stadtpalast der Renaissance.

#### Westlicher Kopfbau
Der westliche Kopfbau war mit einer Büste von Friedrich List am Erker und mit dem Kopf des Hermes, Gott des Handels und der Reisenden, am Eingangsbogen geschmückt. Der Bau beherbergte den Salon für hohe Herrschaften, der bis in die apsisartige Endung des sich westlich anschließenden Anbaus reichte. Flankiert wurde der Salon im Süden von einem Vorzimmer und einem Damenzimmer  im Norden. Beim Luftangriff auf Heilbronn im Zweiten Weltkrieg brannte zwar der westliche Kopfbau aus, war aber in seinen Umfassungsmauern erhalten geblieben. 1946 wurde er abgebrochen und an seiner Stelle 1950 eine eingeschossige provisorische Bahnhofswirtschaft errichtet, wobei das Pultdach der Wirtschaft die gleiche Neigung zum Vorplatz hatte wie das Pultdach der neu errichteten eingeschossigen Halle an der Stelle des westlichen Zwischenflügels. 1953 wurde die Wirtschaft renoviert. 1958 wurden diese für den Bau des neuen Hauptbahnhofs abgebrochen.

#### Östlicher Kopfbau
Der östliche Kopfbau war am Erker mit einer Büste von Karl Etzel und am Eingangsbogen mit dem Kopf der Minerva, Göttin des Handwerks und der Technik, geschmückt. Beim Luftangriff auf Heilbronn im Zweiten Weltkrieg brannte auch der östliche Kopfbau aus, seine Umfassungsmauern standen jedoch noch. 1946/1947 wurde dort ein Toilettengebäude errichtet. 1950 wurde die Ruine für den ersten Bauabschnitt des neuen Hauptbahnhofs, dem Verwaltungstrakt, abgebrochen.

### Zwischenflügel
Die Zwischenflügel, zwei Arkaden bzw. Bogengänge verbanden die beiden Kopfbauten mit dem niedrigen Mittelbau. Vorbild für die Arkaden bzw. Bogengänge war das Ospedale degli Innocenti, das Findelhaus von Brunelleschi in Florenz, eine Loggia im Stil der Renaissance.

#### Westlicher Zwischenflügel
Der westliche Zwischenflügel hatte einen Fries im Gebälk oberhalb der Säulen und Bogenzwickel, die mit den Namen der Stationsorte Stuttgart, Esslingen, Reutlingen, Ulm, Augsburg, Muenchen, Carlsruhe versehen waren. Von diesen Städten waren die Stadtwappen als Medaillons in den Zwickeln dargestellt. Beim Luftangriff auf Heilbronn im Zweiten Weltkrieg und April 1945 wurde der westliche Zwischenflügel mit den Arkaden zerstört. 1950 wurde dort ein M.T.O-Gebäude, Ticket-Office für US-Bürger, mit Warteraum, Ausgangshalle und Stehbierhalle errichtet. Die Halle war auf Stützen errichtet, die auf den alten Postamenten der Arkaden ruhten und in Höhe und Kubatur dem alten Zwischenflügel entsprachen. Beim Bau des neuen Hauptbahnhofs wurden sie wieder abgebrochen.

#### Östlicher Zwischenflügel
Der östliche Zwischenflügel hatte ebenfalls einen Fries im Gebälk oberhalb der Säulen und Bogenzwickel mit den Namen von acht Stationsorten. Vom Mittelbau nach Osten waren das folgende Namen: Hall, Crailsheim, Nuernberg, Wuerzburg, Heidelberg. Jede dieser erwähnten Städte war nochmals mit seinem Stadtwappen als Medaillon in den Zwickeln vertreten. Beim Luftangriff auf Heilbronn im Zweiten Weltkrieg brannte zwar auch der östliche Zwischenflügel aus. Die Umfassungsmauern wurden beim Bau des neuen Hauptbahnhofs abgebrochen.

### Anbauten
Den beiden hohen Kopfbauten schloss sich niedrige Anbauten mit sehr flachem Satteldächern an, die nach der Seite hin eine Attika in Form einer Brüstung als oberen Abschluss hatten.

#### Westlicher Anbau
Dem westlichen Anbau schloss sich ein weiterer einachsiger Bau an, der einen apsisartigen Abschluss zur Seite hin hatte. Darin war der Fürstenpavillon bzw. Salon für hohe Herrschaften untergebracht. Der Fürstenpavillon hatte einen Fries im Gebälk mit dem Namen der Stadt Heilbronn, wobei das Heilbronner Wappen als Medaillon in den Zwickeln dargestellt war.